# Weingarten (Baden)
Weingarten (Baden) é um município da Alemanha, no distrito de Karlsruhe, na região administrativa de Karlsruhe, estado de Baden-Württemberg.

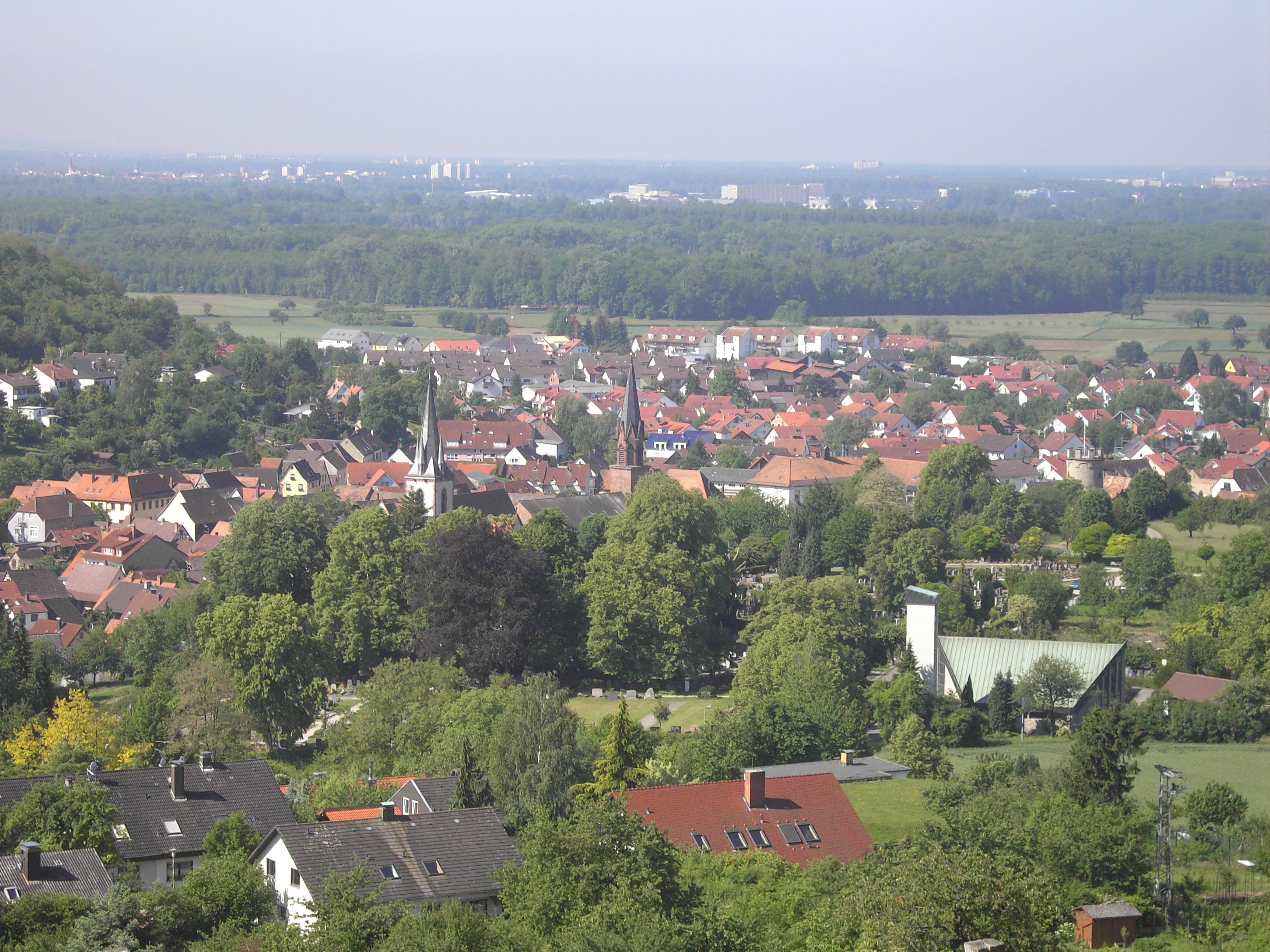
Weingarten

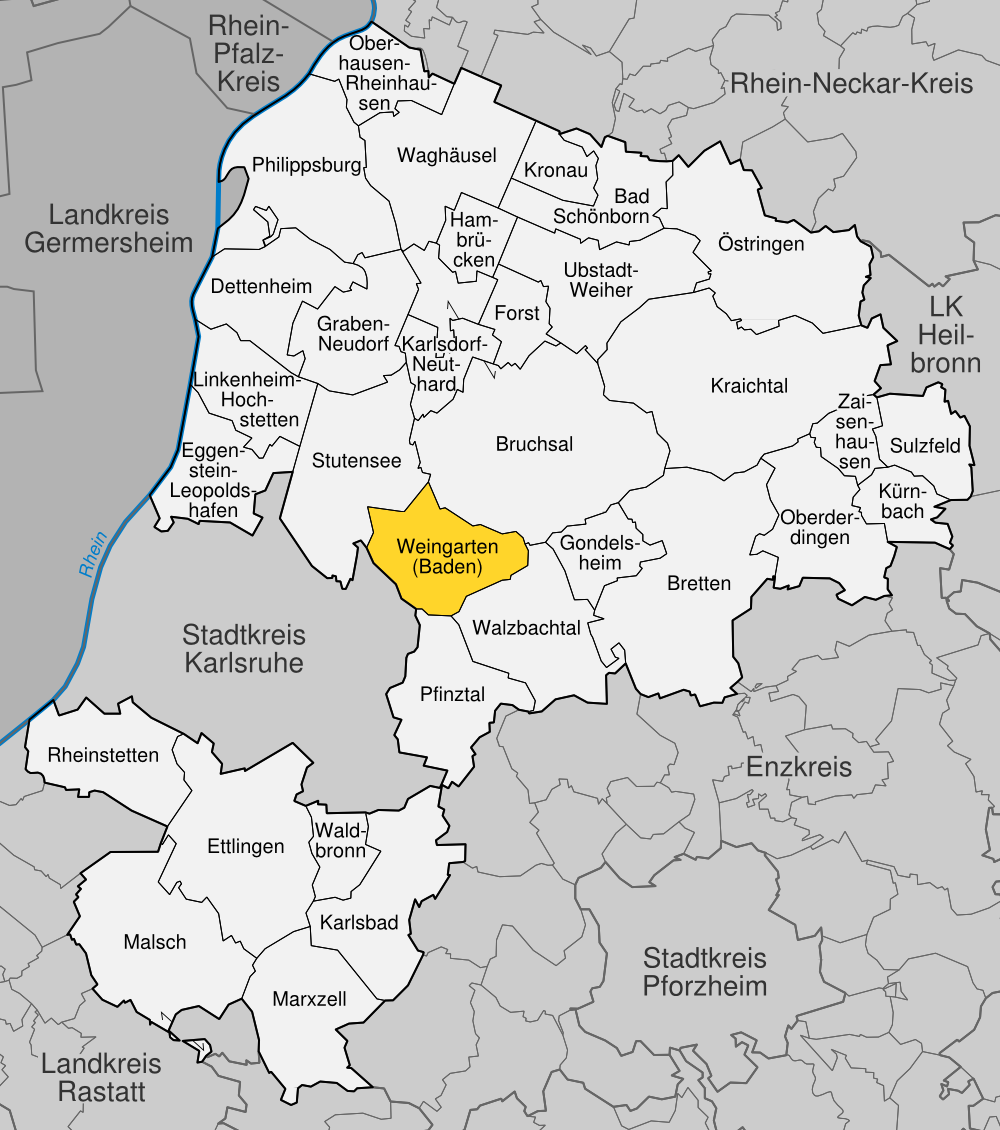
Weingarten no distrito de Karlsruhe